# Dryvtech
Dryvtech is een merk van motorfietsen.
Australisch bedrijfje van Ian Drysdale dat in 1991 enkele tweewielaangedreven motoren bouwde. De machines hadden ook nog tweewielbesturing. Drysdale maakte onder meer gebruik van een zelfgebouwde 250cc-motor, maar ook van een tot 750 cc opgeboord Honda CX 500-blok. In 1997 presenteerde Drysdale onder zijn eigen naam een geheel zelfgebouwde 750cc-V-8. Toen in 2001 de 500cc-wegraceklasse werd vervangen door de MotoGP-klasse, waarin zware viertaktmotoren worden gebruikt, ontstonden er al snel geruchten over een motor voor deze klasse van de hand van Drysdale.
Op dit moment levert Drysdale een 750cc- en een 1000cc-versie van zijn V-8.